# Demetrius Andrade
Demetrius Andrade (ur. 26 lutego 1988 w Providence, Rhode Island) – amerykański pięściarz, były zawodowy mistrz świata WBA Regular oraz były mistrz świata WBO w wadze junior średniej. Były czempion WBO w wadze średniej. Amatorski mistrz świata z 2007 roku z Chicago.

## Kariera amatorska
Jest triumfatorem turnieju "złote rękawice". W 2007 roku zdobył złoty medal amatorskich mistrzostw świata w Chicago, pokonując w finałowym pojedynku Jacka Culcaya-Ketha. W tym samym roku wywalczył również srebrny medal na igrzyskach panamerykańskich.
W 2008 roku reprezentował Stany Zjednoczone na letnich igrzyskach olimpijskich w Pekinie. Odpadł w ćwierćfinale po kontrowersyjnej porażce z Koreańczykiem Kimem Jung-joo. Po turnieju olimpijskim zdecydował się podpisać zawodowy kontrakt.

## Kariera zawodowa
Pierwszą zawodową walkę stoczył 23 października 2008 roku Northern Quest Casino, a jego rywalem był Patrick Cape. Wygrał przez TKO w 2 rundzie. Po osiemnastu kolejnych zawodowych zwycięstwach zmierzył się z Freddym Hernandezem. Do pojedynku doszło w Paramounth Theatre w Huntington. Walka zakończyła się jego zwycięstwem jednogłośnie na punkty (3x 100-89).
9 listopada 2013 roku zawalczył z Vanesem Martirosyanem o tytuł zawodowego mistrza świata organizacji WBO w wadze junior średniej. W pierwszej rundzie pojedynku był liczony, ale ostatecznie po dwunastu zaciętych rundach wygrał niejednogłośnie na punkty (114-113, 117-110, 112-115). 14 czerwca 2014 roku zmierzył się w pierwszej obronie pasa WBO z Brianem Rose. Do walki doszło w Barclays Centre w Nowym Jorku. Zwyciężył przez TKO w 7 rundzie.
Na początku 2015 roku wskutek konfliktu z promotorem i długiej nieaktywności stracił pas mistrza świata federacji WBO. Kolejną walkę stoczył dopiero 17 października 2015 roku. W Mohegun Sun Casino w Uncasville, pokonał przez TKO w 2 rundzie Dario Puchetę. 11 czerwca 2016 roku spotkał się w ringu z Willie Nelsonem. Wygrał przez TKO w ostatniej, 12 rundzie. Wcześniej jego rywal był trzy razy liczony.
11 marca 2017 roku zmierzył się w walce o tytuł WBA Regular z Jackem Culcayem, którego pokonał już w finale amatorskich mistrzostw świata w 2007 roku. Na ringu zawodowym również okazał się lepszy, zwyciężając na wyjeździe niejednogłośnie na punkty (116-112, 116-112, 114-115), dzięki czemu wywalczył mistrzowski pas.
20 października 2018 roku pokonał jednogłośnie na punkty Waltera Kautondonkwę (17-1, 16 KO), zdobywając tym samym wakujący tytuł mistrza świata federacji WBO w wadze średniej.
29 czerwca 2019 w rodzinnym Providence pokonał jednogłośnie na punkty (120-107, 120-107, 120-107) reprezentanta Polski Macieja Sulęckiego (28-2, 11 KO), broniąc tym samym tytułu mistrza świata federacji WBO w wadze średniej.
25 listopada 2023 roku w Las Vegas przegrał przez RTD w 6. rundzie z Davidem Benavidezem (28-0, 24 KO). Stawką walki był tymczasowy pas mistrza świata federacji WBC w wadze super średniej.